# Darwiish Stat
Darwiish Stat er også navnet på en tidligere britisk koloni dette blev selvstændigt den 1897 og dannede sammen med Somaliland staten Somalia fra den 1960.